# Maxi Jazz
Maxwell Alexander Fraser, cunoscut sub numele de scenă Maxi Jazz, (n. 14 iunie 1957, Greater London, Anglia, Regatul Unit – d. 23 decembrie 2022, Londra, Anglia, Regatul Unit), a fost un muzician, rapper, cântăreț, compozitor și DJ britanic. El este cel mai bine cunoscut pentru rolul său de vocalist principal al trupei britanice de muzică electronică, Faithless din 1995 până în 2011 și 2015 până în 2016.

## Biografie
Maxi Jazz s-a născut în Brixton, Londra. A locuit în West Norwood, în cartierul londonez Lambeth. El a fost budist Nichiren și membru al Soka Gakkai International⁠(d), el a susținut activitatea Burma Campaign UK⁠(d).
Jazz a fondat Maxi Jazz Racing în 2000, când i-a cerut lui Rae Claydon să-l înscrie în Campionatul Ford Fiesta pentru sezonul 2000, dar a putut să concureze doar ocazional datorită obligațiilor sale muzicale.
Pe 9 decembrie 2001, Jazz a fost implicat într-un accident de mașină grav, ceea ce a determinat amânarea mai multor turnee ale Faithless UK. În 2005, a concurat cu mașina Ginetta, iar în 2006 și 2007 cu Porsche 911 în Porsche Carrera.

## Carieră
Jazz l-a întâlnit pe Rollo Armstrong⁠(d) într-un studio și a format Faithless, împreună cu Jamie Catto⁠(d) și Sister Bliss⁠(d). Ca Soka Gakkai, Budist, credințele sale puternice și convingerile individuale puternice ale trupei contrastează cu numele „Faithless”, care a fost ales în timpul scrierii melodiei „Salva Mea". Armstrong i-a cerut lui Jazz să scrie o melodie despre frustrare, care era ceva la care Jazz se putea raporta din propriile sale experiențe. Subiectul versurilor lui Jazz variază de la optimist la melancolic. Activitatea sa acoperă o serie de probleme personale și sociale, inclusiv probleme de actualitate și comentarii sociale.
În 2006, Jazz a oferit vocea piesei de succes Tiësto „Dance4life⁠(d)”. De asemenea, a cântat alături de Robbie Williams pe single-ul "My Culture" de pe albumul colaborativ 1 Giant Leap⁠(d).
În 2009, a strâns 1.440.000 de lire sterline pentru organizația de caritate din Marea Britanie, Comic Relief cântând non stop timp de 24 de ore.
Jazz și-a sărbătorit 50 de ani de naștere pe 14 iunie 2007 la Hyde Park, Londra, fiind cap de afiș al O2 Wireless Festival⁠(d) din acel an. În bis, a fost întâmpinat de mii de fani care îi urează la mulți ani.
A cântat și a înregistrat cu Faithless de la înființarea lor, în 1995 până în 2011. S-a alăturat din nou grupului în 2015 și 2016, când cântau sub bannerul Faithless 2.0.
În 2022, Jazz interpretat vocal pentru Vintage Culture⁠(d) pe single-ul „Commotion”.

## Decesul
Jazz a murit în somn la casa lui din Londra pe 23 decembrie 2022, la vârsta de 65 de ani.

## Discografie

### Albume
- Reverence (1996)
- Sunday 8PM (1998)
- Outrospective (2001)
- No Roots (2004)
- Everything Will Be Alright Tomorrow (2004)
- Forever Faithless (2005)
- To All New Arrivals (2006)
- The Dance (2010)
- Faithless 2.0 (2015)
- All Blessed (2020)

### Solo
- 1989 - Rock to Dis (cu Jamaica Mean Time)
- 1990 - Do Your Dance
- 1992 - Summertime (cu Jason Rebello)
- 1992 - Maxi-Single
- 1992 - 5 Track
- 1996 - Brixton (Baby)
- 2006 - dance4life (cu Tiësto)
- 2011 - Where the Heart Is (cu Benji Boko)
- 2012 - Tomorrow's Day (cu Trenton & Free Radical)
- 2014 - In My Brain (cu The Hempolics)
- 2022 - Commotion (cu Vintage Culture)